# Juan Pablo Raba
Juan Pablo Raba (14. siječnja 1977., Bogotá) kolumbijski je glumac. 

## Životopis
Nakon što su mu se roditelji rastali, živio je s ocem Argentincem u Bogoti, Španjolskoj i Argentini. U Argentini je radio mnogo različitih poslova, ali nije bio sretan sve dok nije čitao knjigu "Alkemičar" koja mu je pomogla shvatiti da je jedina alternativa jednostavno slijediti svoje srce.
Kasnije, on se vratio u Kolumbiju i radio kao model. Prijavljuje se i na kolumbijski televizijski kanal Caracol, želeći raditi kao animator. No oni ga odbijaju i sugeriraju da krene na satove glume. Juan isprva odbija tu mogućnost, no njegov talent prepoznaje profesor Edgardo Roman, koji ga je ohrabrio ga da postane glumac. Tako je Juan ipak upisao studij glume u New Yorku na institutu Lee Starsberg. 
Prva uloga mu je bila u seriji Amor en forma 1998. godine. Nakon toga je nastupio u još nekoliko telenovela, a prekretnicu u karijeri ostvario je ulogom u La Nina De Mis Ojos glumeći s Nataliom Streignard.

## Privatni život
2002. godine, Juan je upoznao kolumbijsku novinarku Paulu Quinteros, s kojom se oženio na 6.12.2003 u Los Roquesu u Venezueli, no par se rastao 2007. godine. Nakon toga, iste godine upoznaje venezuelansku zvijezdu telenovela Marjorie de Sousu, s kojojm je bio u vezi više od godinu dana.

## Uloge

### Telenovele
- 2010. - Los caballeros las prefieren brutas
- 2010. - Klon ... Said
- 2008. - El último matrimonio feliz ....Alejandro
- 2007. - Sobregiro de amor.... Martín Monsalve
- 2006. - Y los declaro marido y mujer.... Juan Andrés Gutiérrez
- 2005. - Por amor a Gloria....Esteban Marín
- 2004. - Estrambótica Anastasia.... Aureliano Paz
- 2002. - Mi gorda bella.... Orestes Villanueva Mercouri / Lirio de Plata
- 2001. - La niña de mis ojos.... Alejandro Rondón
- 2001. - Viva la Pepa.... Luis Ángel Perdomo
- 2000. - La reina de Queens.... Andres Velásquez
- 1999. - Marido y mujer.... Isidrio
- 1998. - Amor en forma.... Eduardo

### Serije
- 2010. - Los caballeros las prefieren brutas .... Alejandro Botero
- 2009. - Mental
- 2008. - Sin retorno
- 2008. - Tiempo final
- 2008. - El cartel de los sapos .... Pirulito
- 2007. - Puras joyitas
- 2007. - Ni tan largos... ni tan cortos
- 2007. - Una abuela virgen ....Carlos
- 2006. - Soltera y sin compromiso
- 2006. - Anillo de compromiso

## Vanjske poveznice
- IMDB
- Juan Pablo Raba en RCTV.NET